# كريستوفر كولمان (متزلج جماعي)
كريستوفر كولمان (بالإنجليزية: Christopher Coleman)‏ هو متزلج جماعي أمريكي، ولد في 18 فبراير 1967.

## وصلات خارجية
- كريستوفر كولمان على موقع أوليمبيديا (الإنجليزية)